# Chiesa di San Giacomo Apostolo (San Giacomo di Veglia)
La chiesa di San Giacomo Apostolo è la parrocchiale di San Giacomo di Veglia, in provincia di Treviso e diocesi di Vittorio Veneto; fa parte della forania di Vittorio Veneto.

## Storia

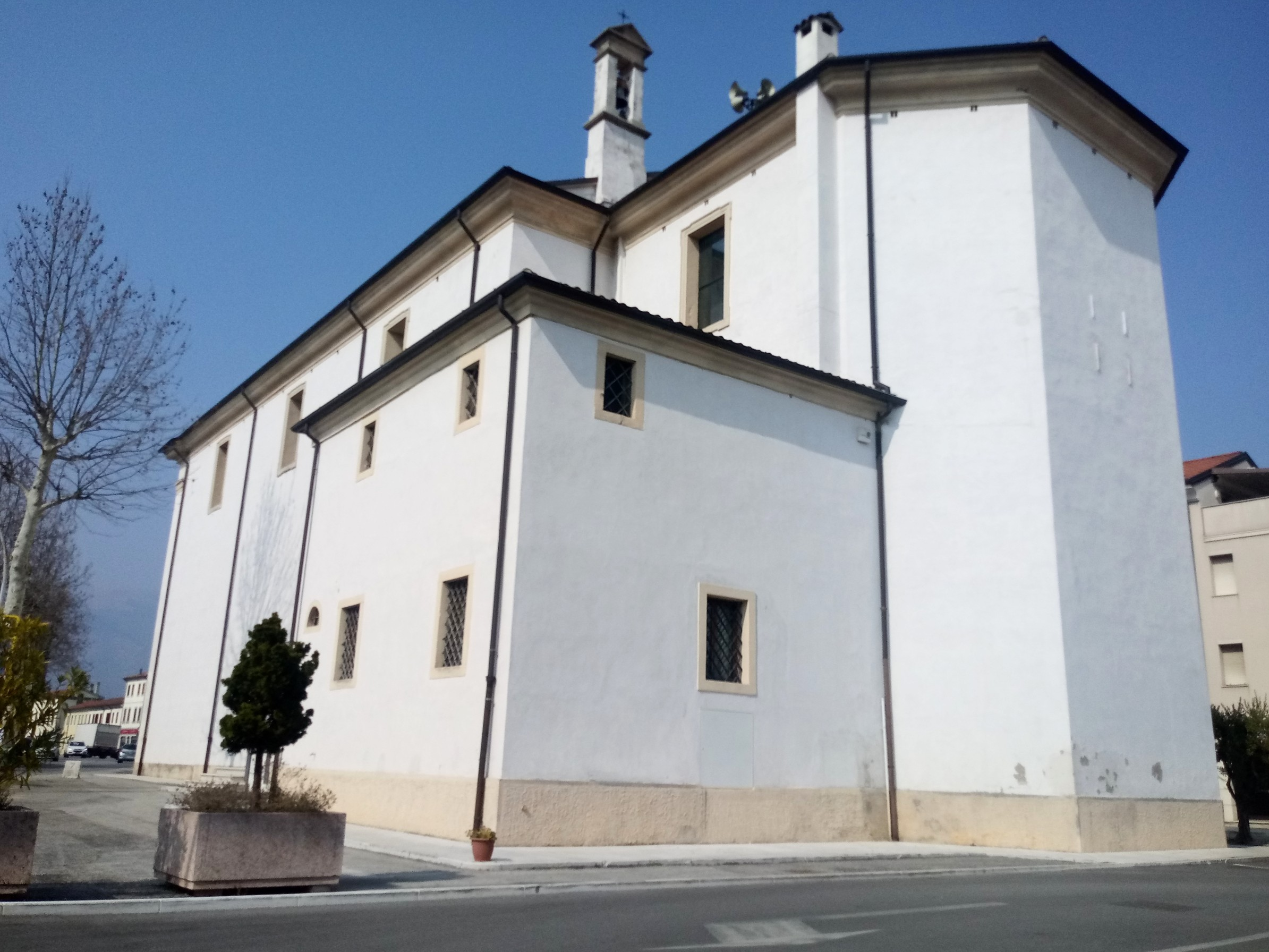
La parte absidale

Inizialmente la chiesa di San Giacomo di Veglia era filiale della cattedrale di Ceneda. La parrocchia venne eretta nel 1708 sotto l'episcopato di Marco Agazzi, vescovo tra 1692 e 1710. Il battistero fu eretto solo nel 1733. Contestualmente è stata data la collocazione attuale all'edificio e delineato l'assetto viario, in luogo di uno spiazzo prativo preesistente.
L'attuale edificio fu eretto nel XIX secolo e non se ne conosce l'autore.

## Descrizione

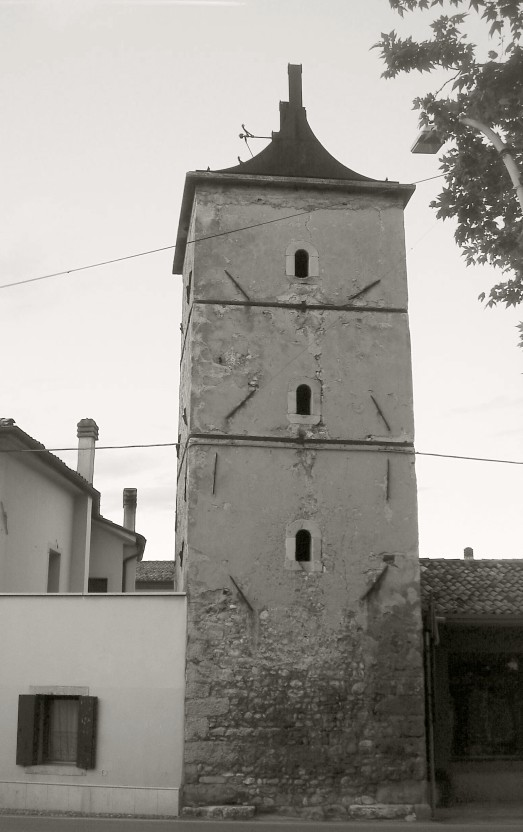
Il campanile mozzo prima dell'ultimo restauro

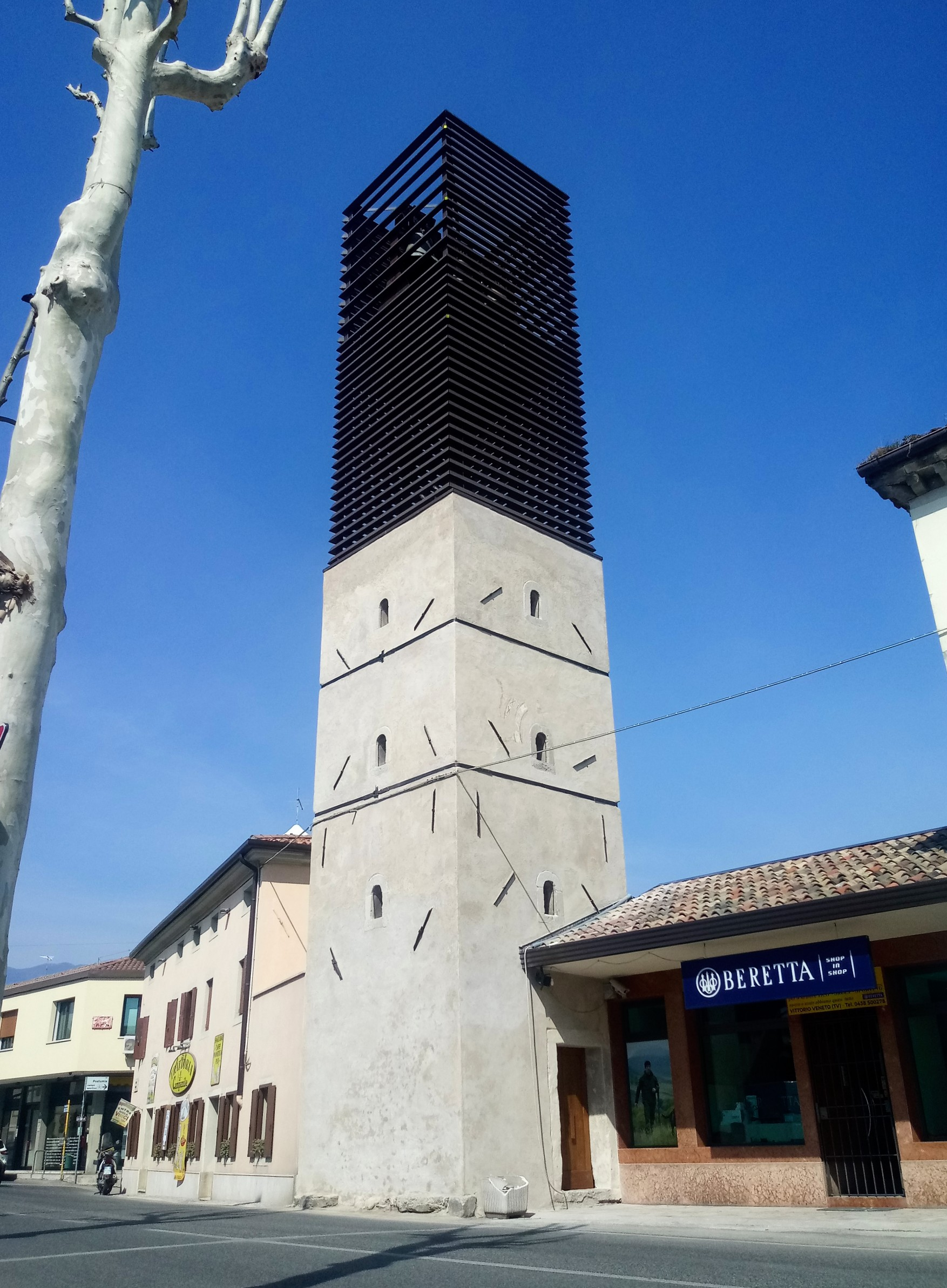
Il campanile dopo l'ultimo restauro

La facciata a capanna è aperta, oltre che dalla porta d'ingresso, da un piccolo rosone inscritto nel frontone; tripartita da quattro semplici lesene, è ornata solamente da tre cornici rosa a motivi floreali sull'intonaco chiaro e da un timpano sopra l'ingresso.
L'interno è a una sola navata. Al suo interno sono conservate alcune opere pittoriche: gli affreschi Trasfigurazione, nell'abside, e Davide e santa Cecilia, ai lati dell'ingresso,  attribuiti a Bernardo de Marchi e, sulla volta della navata, un grande affresco raffigurante San Giacomo nella gloria del Paradiso tra altri otto Santi Patroni e la Madonna Assunta (1868).
L'organo a canne, della ditta Pugina, risale agli anni a cavallo tra Sette Ottocento.

## Campanile
Posta lungo la strada statale 51 Alemagna, incastonata nel borgo centrale di San Giacomo, di fronte al monastero dei Santi Gervasio e Protasio, la torre campanaria di San Giacomo è il simbolo del quartiere; forse di origini romane, la struttura a parallelepipedo risulta mozza sulla sommità dopo l'abbattimento della parte alta avvenuto negli anni 1920 per motivi statici.
Il corpo in pietra della torre si mostra disadorno, con solo tre piccole feritoie, a segnare i tre piani di cui si compone.
L'altezza di circa 20 metri è stata ripristinata nel 2021, dopo un importante restauro, integrando la storica struttura in muratura con una listellata in acciaio e legno; contestualmente sono state rimesse in funzione le campane, che tacevano da vent'anni.